# Борковский, Виктор Иванович
Ви́ктор Ива́нович Борко́вский (6 (18) января 1900, Минск — 26 декабря 1982, Москва) — советский лингвист, профессор, академик АН СССР (1972). Специалист по историческому синтаксису русского и белорусского языков, новгородским берестяным грамотам, русской диалектологии. Лауреат Государственной премии СССР (1970).
С именем В. И. Борковского связано прежде всего развитие исследований в области сравнительно-исторического синтаксиса русского и — шире — восточнославянских языков. В этой области он выступил как исследователь, автор широко известных трудов, как организатор направления сравнительно-исторических исследований восточнославянских языков.

## Биография
Родился в семье учителя древних языков, впоследствии священника Ивана Адамовича Борковского (1855—1905). Окончил Кишинёвскую 2-ю гимназию (1918), после чего поступил на историко-филологический факультет Московского университета, но после службы во флоте перевёлся на экономический факультет Хозяйственной академии РККА и флота; работал в Управлении высшими морскими учебными заведениями и в Штабе командующего морскими силами Республики. После женитьбы на дочери академика Е. Ф. Карского решил возобновить изучение филологии; окончил этнолого-лингвистический факультет Петроградского университета (1923), специализировался (под руководством Карского) по языку древнерусских памятников. Профессор (1930), заведующий кафедрами в Могилёве, Новгороде, Симферополе, Львове и др. (частые переезды были вызваны болезнью сына, умершего от туберкулёза в 22 года). Кандидат филологических наук (1938, без процедуры защиты). С 1939 года участвовал в диалектологических экспедициях.
Внёс вклад в изучение исторического синтаксиса русского языка, которому посвящены его наиболее значительные работы, в том числе «Синтаксис древнерусских грамот» (тт. 1—2, 1949—1958), за который в 1950 году Борковскому была присуждена докторская степень. С 1950 года — в Москве: заместитель директора (1950—1954), директор (1954—1960) Института языкознания АН СССР. Принимал активное участие в изучении и издании недавно открытых новгородских берестяных грамот, предложил оригинальные расшифровки и датировки ряда текстов. С 1960 года — в Институте русского языка АН СССР, где заведовал созданным им сектором сравнительно-исторических исследований синтаксиса восточнославянских языков. Под редакцией и с участием Борковского была подготовлена коллективная монография «Сравнительно-исторический синтаксис восточнославянских языков» (тт. 1—4, 1968—1974). Автор популярного учебника «Историческая грамматика русского языка» (1963, в соавт. с П. С. Кузнецовым), редактор фундаментального издания «Историческая грамматика русского языка. Синтаксис» (1978, 1979); последняя книга учёного — «Синтаксис сказок: русско-белорусские параллели» (1981).
Главный редактор журналов «Русский язык в школе» (1950—1953) и «Русская речь» (1967—1978), первый заместитель председателя Советского комитета славистов; член-корреспондент АН СССР (1958), академик (1972). С 1973 года — председатель Орфографической комиссии АН СССР.
Скончался в 1982 году, похоронен в Москве на Головинском кладбище (участок 17). В составе музейного комплекса Волгоградского государственного университета открыт мемориальный кабинет В. И. Борковского.
Племянник — математик Марк Иосифович Граев.

## Награды
- орден Ленина (27.03.1954)
- орден Трудового Красного Знамени (18.01.1980)[6]
- медали

## Основные работы
Автор работ, посвящённых историческому синтаксису восточнославянских языков, в том числе древнерусского языка, а также русской диалектологии.
- О языке Суздальской летописи по Лаврентьевскому списку // «Труды комиссии по русскому языку», 1936, т. 1
- Синтаксис древнерусских грамот. Простое предложение, [Львов], 1949
- Синтаксис древнерусских грамот. Сложное предложение, М., 1958
- Новгородские грамоты на бересте (из раскопок 1953—54 гг.), М., 1958 (совм. с А. В. Арциховским)